# HD 209458
HD 209458 là một ngôi sao có cấp sao biểu kiến là 8 trong chòm sao Phi Mã. Nó là một ngôi sao G0V, và do đó rất giống với Mặt trời. Bởi vì nó nằm ở khoảng cách khoảng 159 năm ánh sáng, nên nó không thể nhìn thấy được bằng mắt. Với ống nhòm tốt hoặc kính thiên văn nhỏ, nó có thể dễ dàng phát hiện.

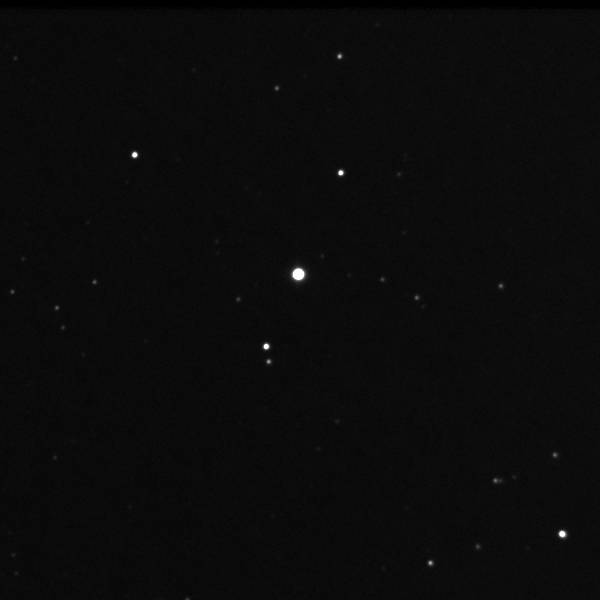
HD 209458

Năm 1999, hai đội làm việc độc lập (một nhóm gồm các nhà thiên văn học tại Đài thiên văn Geneva, Trung tâm Vật lý thiên văn Harvard-Smithsonian và Đài quan sát Wise; nhóm thứ hai là nhóm Tìm kiếm Hành tinh California và Carnegie) đã phát hiện ra một hành tinh ngoài hành tinh quay quanh ngôi sao bằng cách sử dụng phương pháp tìm kiếm hành tinh xuyên tâm. Ngay sau khi phát hiện ra, các đội riêng biệt do David Charbonneau và Gregory W. Henry dẫn đầu đã có thể phát hiện quá cảnh của hành tinh trên khắp bề mặt của ngôi sao khiến nó trở thành hành tinh ngoài hệ mặt trời được biết đến đầu tiên. Hành tinh nhận được chỉ định là HD 209458 b.
Do hành tinh đi qua ngôi sao, ngôi sao bị mờ đi khoảng 2% cứ sau 3,5 ngày biến nó thành một biến số bên ngoài. Ký hiệu sao biến cho HD   209458 là V376   Pegasi. Nó là nguyên mẫu của lớp biến "EP" trong Danh mục chung các sao biến thiên, được định nghĩa là các ngôi sao hiển thị nhật thực bởi các hành tinh của chúng.

## Hệ hành tinh
HD 209458 b là một hành tinh ngoài hành tinh quay quanh ngôi sao giống như Mặt trời HD 209458 trong chòm sao Phi Mã. Các nghiên cứu quang phổ lần đầu tiên tiết lộ sự hiện diện của một hành tinh xung quanh HD 209458 vào ngày 5 tháng 11 năm 1999. Hành tinh này hiện đang được xem xét kỹ lưỡng hơn với thông báo rằng bầu khí quyển của nó có chứa hơi nước. Các nhà thiên văn học đã thực hiện các phép đo trắc quang cẩn thận của một số ngôi sao được biết là quỹ đạo của các hành tinh, với hy vọng rằng chúng có thể quan sát được độ sáng giảm xuống do sự di chuyển của hành tinh qua mặt sao. Điều này đòi hỏi quỹ đạo của hành tinh phải nghiêng sao cho nó đi qua giữa Trái đất và ngôi sao, và trước đó không có sự chuyển tiếp nào được phát hiện.
Travis Barman tại Đài thiên văn Lowell ở Flagstaff, Arizona đã phân tích phổ phát xạ của hành tinh này và tin rằng bầu khí quyển của nó chứa nước, mặc dù nghiên cứu trước đây  cho thấy bầu khí quyển chủ yếu là các đám mây silicat. 
| Đồng hành </br> (theo thứ tự từ sao) | Khối lượng      | Trục bán nguyệt </br> (AU) | Chu kỳ quỹ đạo </br> (ngày) | Độ lệch tâm | Độ nghiêng | Bán kính |
| ------------------------------------ | --------------- | -------------------------- | --------------------------- | ----------- | ---------- | -------- |
| b                                    | 0,69 ± 0,05 M J | 0,045                      | 3.52474541 ± 0,00000025     | 0,00        | -          | -        |